# Long Stick Goes Boom: Live from da House of Rust
Long Stick Goes Boom: Live from da House of Rust ist das dritte Livealbum der schweizerischen Hard-Rock-Band Krokus.

## Hintergrund
Nach der Veröffentlichung des dritten Nummer-1-Albums Dirty Dynamite im Februar 2013 unternahm Krokus zunächst im Frühjahr eine kleine Tour durch die Schweiz mit mehreren Konzerten in der Kulturfabrik Kofmehl in Solothurn und dem Volkshaus in Zürich. Da Frontmann Marc Storace, die Leadgitarristen Fernando von Arb und Mandy Meyer, Rhythmusgitarrist Mark Kohler und Bassist Chris von Rohr zu diesem Zeitpunkt noch keinen festen Schlagzeuger integriert hatten, war geplant, dass Dani Löble, der aktuelle Schlagzeuger von Helloween, und Flavio Mezzodi, ein junger Schlagzeuger aus Solothurn, die Konzerte im Wechsel bestreiten sollten. Doch es kam letztlich anders: Da Löble aufgrund einer ernsten Erkältung absagen musste, übernahm Mezzodi den Schlagzeugposten bei sämtlichen Konzerten dieser Tour und wurde sogleich als neuer fester Schlagzeuger von Krokus präsentiert. Damit war die Besetzung der schweizerischen Band wieder komplett, als im Sommer 2013 mehrere Festivaltermine vor durchaus unterschiedlichem Publikum wahrgenommen wurden. Direkt im Anschluss an die Festivaltermine spielte Krokus dann – wiederum in der Kulturfabrik Kofmehl – noch eine Charity-Show zugunsten von zwei sich für Kinder in Not einsetzende Organisationen, die Stiftung Theodora und die Kenyan Children Help-Organisation. Genau dieser Auftritt – für Krokus der Konzertabschluss des Jahres 2013 – wurde letztlich aus 20 aufgezeichneten Shows für das neue Livealbum ausgewählt. Long Stick Goes Boom: Live from da House of Rust erschien schließlich im März 2014 und erreichte sogleich Platz 3 der schweizerischen Albumcharts. Das Album bietet – wie von Krokus gewohnt – schnörkellosen, bodenständigen, rifflastigen Hard Rock, welcher wiederum von Chris von Rohr als Produzenten erdig und druckvoll in Szene gesetzt wurde. Bezüglich des Songmaterials wurde ausschließlich auf die Studiowerke von Metal Rendez-Vous bis Headhunter, also von 1980 bis 1983, sowie auf die neueren Alben Hellraiser, Hoodoo und Dirty Dynamite zurückgegriffen. Ebenfalls enthalten ist der eigens für die Eishockey-WM 2009 in der Schweiz komponierte Song „Live for the Action“. Im Anschluss an die Veröffentlichung von Long Stick Goes Boom: Live from da House of Rust absolvierte Krokus im Frühjahr 2014 zunächst eine Deutschlandtour, ehe im selben Sommer sowie im darauffolgenden Jahr 2015 wieder einige Festivaltermine wahrgenommen wurden. Außerdem unternahm die Band erstmals seit der Reunion im Herbst 2015 eine Konzertreise in die USA. Nach nur einem Konzert im Jahr 2016 veröffentlichte Krokus Ende Januar 2017 das Coveralbum Big Rocks, das mit derselben Besetzung wie Long Stick Goes Boom: Live from da House of Rust eingespielt wurde. Eine konstante Besetzung auf zwei aufeinanderfolgenden Alben gelang der Formation zuletzt 1986 mit dem Studioalbum Change of Address und der nachfolgenden Liveveröffentlichung Alive and Sceamin’.

## Titelliste
1. Long Stick Goes Boom (7:23) (Fernando von Arb/Chris von Rohr/Marc Storace) (von One Vice at a Time)
2. Hallelujah Rock ’n’ Roll (3:47) (von Rohr/Mark Kohler/Storace) (von Dirty Dynamite)
3. Go Baby Go (3:31) (von Rohr/von Arb/Storace) (von Dirty Dynamite)
4. American Woman (3:59) (Randy Bachman/Burton Cummings/Jim Kale/Garry Peterson) (von One Vice at a Time)
5. Tokyo Nights (5:17) (von Arb/von Rohr/Jürg Naegeli) (von Metal Rendez-Vous)
6. Fire (7:46) (von Arb/von Rohr) (von Metal Rendez-Vous)
7. Rock City/Better Than Sex/Dög Song (4:51) (von Arb/von Rohr, von Rohr/von Arb/Storace, von Rohr/von Arb/Storace) (von Hardware, von Dirty Dynamite, von Dirty Dynamite)
8. Screaming in the Night (6:20) (von Arb/von Rohr/Storace/Butch Stone/Kohler) (von Headhunter)
9. Hellraiser (4:46) (Storace) (von Hellraiser)
10. Bedside Radio (3:37) (von Arb/von Rohr/Naegeli) (von Metal Rendez-Vous)
11. Easy Rocker (4:40) (von Arb/von Rohr) (von Hardware)
12. Heatstrokes (4:49) (von Arb/von Rohr) (von Metal Rendez-Vous)
13. Live for the Action (4:20) (von Arb/von Rohr) (von Rhythm of Ice Hockey: The Official Soundtrack of the 2009 IHHF World Championship)
14. Hoodoo Woman (5:11) (von Arb/von Rohr/Storace/Hanno Pinter/Alex Zoppel) (von Hoodoo)

### Coverversion
- „American Woman“ ist eine The-Guess-Who-Coverversion. Das Lied wurde ursprünglich 1970 auf dem gleichnamigen Album The Guess Who veröffentlicht.

### Wissenswertes
- Drei der inklusive des Medleys 16 Songbezeichnungen wurden in der Titelliste auf der Rückseite nicht im Originaltitel, sondern in einer davon abgewandelten Slanggvariante abgedruckt: „Long Stick Goes Boom“ als „Long Stick“, das Bachman-Turner-Overdrive-Cover „American Woman“ als „AM Woman“ und „Better Than Sex“ als „Betta Than Sex“. Dass „Tokyo Nights“ als „Tokio Nights“ abgedruckt wurde, könnte auch ein Druckfehler sein.

## Besetzung
Gesang: Marc Storace
Leadgitarre, Rhythmusgitarre: Fernando von Arb
Leadgitarre: Mandy Meyer
Rhythmusgitarre: Mark Kohler
Bass: Chris von Rohr
Schlagzeug: Flavio Mezzodi